# Động vật ba thùy
Động vật ba thùy (danh pháp khoa học: Trilobozoa) là một đơn vị phân loại của các sinh vật đã tuyệt chủng biểu hiện đối xứng ba tâm.  Hóa thạch của các sinh vật Trilobozoa được giới hạn trong các địa tầng biển của kỷ Ediacara muộn - trước sự bùng nổ kỷ Cambri của các dạng sống hiện đại hơn.
Mối quan hệ phân loại của các nhóm này vẫn còn tranh cãi. Vào năm 2002, Ivantsov và Fedonkin đã phân loại chúng vào ngành Cnidaria. Họ cho rằng vì loài Vendoconularia thể hiện sự đối xứng gấp sáu lần, nên các loài Trilobozoa - khi đó được coi là một nhóm chị em với các loài lớp Scyphozoa trong ngành Cnidaria - phải được lồng vào bên trong loài Trilobozoa, làm cho nhóm Trilobozoa trở thành một phần của loài Cnidaria.
Hầu hết các sinh vật Trilobozoa đều có hình đĩa, được đặc trưng bởi loài Tribrachidium. Thông qua việc so sánh với các loài Trilobozoa khác, nó xuất hiện các kiểu "cánh tay" khác nhau trên mỗi chi hoặc loài xảy ra do sự ngừng tăng trưởng hoặc phát triển ở các giai đoạn phát triển khác nhau.

## Phân loại
- Ngành Trilobozoa †
  - Họ Albumaresidae †
    - Chi Albumares †
    - Chi Anfesta †

  - Họ Tribrachididae †
    - Chi Tribrachidium †

  - Họ Anabaritidae †
    - Chi Aculeochrea †
    - Chi Anabarites †
    - Chi Cambrotubulus †
    - Chi Mariochrea †
    - Chi Selindeochrea †

  - Họ incertae sedis
    - Chi Gastreochrea †
    - Chi Hallidaya †
    - Chi Kotuites †
    - Chi Lobiochrea †
    - Chi Longiocrea †
    - Chi Paragloborilus †
    - Chi Rugoconites †
    - Chi Tinsitheca †
    - Chi Triforillonia
    - Chi Skinnera†